# Tirà de carpó rogenc
El tirà de carpó rogenc (Cnemarchus erythropygius) és un ocell de la família dels tirànids (Tyrannidae) i única espècie del gènere Cnemarchus.

## Hàbitat i distribució
Vessants amb arbusts i barrancs a les muntanyes, des de Colòmbia, cap al sud, a través dels Andes de l'oest i est de l'Equador i est del Perú fins l'oest de Bolívia.